# میگل کابالرو روها
میگل کابالرو روها (به انگلیسی: Miguel Caballerro Rojo) یکی از شخصیت‌های ساختگی سری بازی‌های ویدئویی تکن است که برای اولین بار به همراه آزآزل، آلیسا بسکونوویچ، باب، زافینا، لارس الکساندرسون، لئو کلیسن و نانسی - ام‌آی۸۴۷جی، در تکن ۶ معرفی شد. او با عنوان "مرد مردانه" در تکن ۶ معروف است.
میگل فردی سرکش است و در طبیعت بی‌پروا است و این دو ضعف و قدرت او هستند. میگل اسپانیایی است و علاقهٔ شدیدی به مبارزه دارد. او در یک خانوادهٔ محافظ کار به دنیا آمد و طبیعت وحشی و متلاطمش از گوسفند سیاه و سفید ساخته شده‌است.
میگل در کل آدمی منفی نیست ولی عشق را دوست دارد، به خصوص خواهرش را گنجینهٔ بزرگ خود می‌داند. میگل بسیار افراطی است خواهرش فقط به خاطر خوش بختی میگل، برای او تصمیم می‌گیرد.

## تکن ۶
میگل کابالرو روها برای اولین بار در تکن ۶ معرفی شد. میگل به عنوان یک گرگ تنها زندگی می‌کرد و از پاسخ دادن به این ایده نفرت داشت. برعکس این که در یک خانواده محافظه کار به دنیا آمد و طبیعت وحشی و مطلاتمش از گوسفندهای سیاه و سفید ساخته شده بود. او به خاطر اختلاف با پدر و مادرش، در سن ۱۵ سالگی فرار کرد و در جایی دیگر اقامت کرد. برعکس این که با پدر و مادرش اختلاف داشت، خواهر کوچکترش را بسیار دوست داشت و به او اعتماد داشت و او را گنجینهٔ بزرگ خود می‌دانست.
میگل بیش از حد نگران خواهرش جوان ترش بود و وقتی که خبر ازدواج خواهرش را شنید، تصمیم گرفت خاستگار خواهرش را بکشد. در روز ازدواج، میگل به مایل شد پدر و مادرش را همراهی کند. در عوض میگل خارج از کلیسا بود و کلیسا را نگاه می‌کرد. میگل به آسمان نگاه کرد. آسمان آبی بود و تا جایی که چشم می‌دید، آسمان پر از هواپیما شده بود. ناگهان انفجار شدید فرا منطقه‌ای رخ داد. میگل دوباره درد شدید در بدنش متحمل شد و به سوی کلیسا رفت و تا ببیند برای خواهرش چه اتفاقی افتاده‌است.
وقتی دید که رنگ لباس خواهرش سرخ ارغوانی و قرمز شده‌است و در ریه‌های او پر از هوای آلوده شده‌است و او مرده‌است، بلند جیغ زد. پس از این که متوجه شد این کار زیر سر شرکت میشیما زایباتسو بود است، سوگند یاد کرد که انتقام خواهرش را از جین کازاما، رئیس حال حاضر شرکت میشیما زایباتسو بگیرد.
میگل در صدد انتقام خواهرش تعدادی از سربازان شرکت میشیما زایباتسو را شکست داد و جین کازاما را دید که در هواپیما سوار شده‌است، تلاش کرد که بر روی هواپیما بپرد، اما می‌افتد و فریاد می‌زند.
در سناریوی کمپین بین‌المللی حقوق بشر، میگل رئیس منطقه انبار در خلیج جنوب است. در آن جا میگل به همراه بائک دو سان و هائورانگ، رهبری "مقاومت" برای مبارزه با جین کازاما و شرکت میشیما زایباتسو را دارد.
میگل تنها شخصیت انگلیسی زبان است که در نسخه انگلیسی تکن ۶، حرف‌های او را زیرنویس می‌کنند.

## تکن ۳بعدی: نسخه نخست
میگل کابالرو روها در تکن ۳بعدی: نسخه نخست هم حضور دارد.

## تکن (فیلم ۲۰۰۹)
میگل کابالرو روها در تکن (فیلم ۲۰۰۹)، توسط راجر هوئرتا (Roger Huert) به تصویر کشیده شده‌است. میگل تنها کاراکتری است که اولین بار در تکن ۶ و معرفی شده و در فیلم تکن حضور دارد. او در مسابقات مشت آهن شرکت کرد و از جین کازاما شکست خورد.

## سبک جنگیدن
نامکو اعلام کرده‌است که میگل کابالرو روجو، هیچ سبک رزمی ندارد و در مبارزه نظم و انضباط ندارد. میگل یک ضربه KO (ضربه فنی) دارد که اگر مانعی سر راه این ضربه نباشد و میگل بتواند این ضربه را بزند، ۷۵٪ خون حریف را از بین می‌برد.

## لباس‌ها در تکن ۶

### لباس اول
میگل کابالرو روها، در مدل اول خودش در تکن ۶ یک پیراهن براق سفید دارد که یغه‌دار است و خط‌ها و طرح‌های زرد زیبایی روی دستان او است. روی شانه‌های این مدل، چین چین‌های سفید مانند چین چین‌های لباس شاهزاده‌های قدیمی است. شلوار او یک شلوار نسبتا براق مشکی است که در قسمت بیرونی پا، خط‌ها و طرح‌های زرد زیبایی است. او یک پارچهٔ براق قرمز بالاتر از شلوارش بسته‌است که یک کمربند مشکی با خط‌ها و طرح‌های زرد وجود دارد که در پشت آن پارچهٔ قرمز و مقداری از جلوی آن پارچهٔ قرمز قرار دارد. کفش‌های او چکمه‌های بلند مشکی است که تا زیر زانوی او آمده‌است. جلوی این چکمه بندبند است و پشت آن طرح‌های زرد زیبایی وجود دارد.

### لباس دوم
میگل کابالرو روها در مدل دومش در تکن ۶، یک کت قهوه‌ای دارد که یغه‌های آن تا زیر شکم میگل، پشم است. شلوار او یک شلوار مشکی است که خط‌های عمودی سفید دارد. کمربند او قهوه‌ای است و سگک کمربندش بزرگ و زرد است. دستکش او مشکی است و دو بند نزدیک به ناخن دستان او خالی است و در آن جا دستکش نیست. کفش‌های او هم کفش‌های زیبایی است.